# Hieracium ancevii
Hieracium ancevii es una especie de planta con flor del género Hieracium, de la familia Asteraceae, orden Asterales.

## Distribución
Hieracium ancevii se distribuye por Bulgaria.

## Taxonomía
Fue descrita científicamente por Szelag. Fue publicada en Feddes Repert. 112: 12 (2001).